# Orobothriurus tamarugal
Espèce
Orobothriurus tamarugal est une espèce de scorpions de la famille des Bothriuridae.

## Distribution
Cette espèce est endémique de la région de Tarapacá en Chili. Elle se rencontre entre 999 et 1 014 m d'altitude dans la pampa del Tamarugal dans la forêt de Prosopis tamarugo.

## Description
Le mâle holotype mesure 35,32 mm et la femelle paratype 30,12 mm, les mâles mesurent de 23,5 à 35,3 mm.

## Étymologie
Son nom d'espèce lui a été donné en référence au lieu de sa découverte, la pampa del Tamarugal.

## Publication originale
- Ochoa, Ojanguren Affilastro, Mattoni & Prendini, 2011 : Systematic revision of the Andean scorpion genus Orobothriurus Maury, 1976 (Bothriuridae) : with discussion of the altitude record for scorpions. Bulletin of the American Museum of Natural History, no 359, p. 1-90 (texte intégral).